# Noacksches Haus

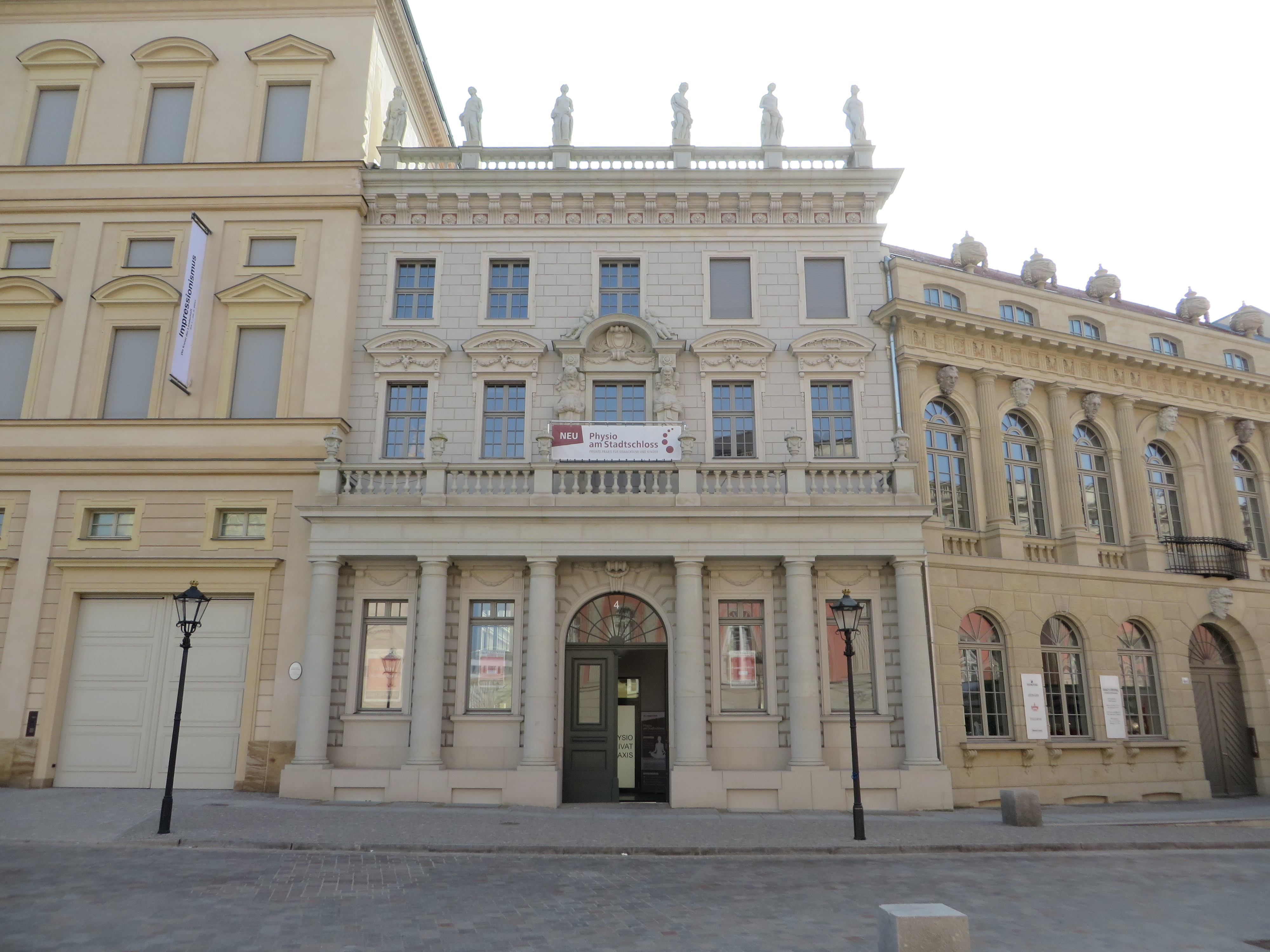
La casa de Noack, 2017

La Noacksche Haus fue un edificio en el Alter Markt de Potsdam. Fue construido en 1777 según planos de Carl von Gontard, destruido en 1945 y reconstruido en 2016 como edificio residencial con una fachada fiel a la original.  La casa fue construida originalmente para el más tarde conocido "Noackschen Gasthof".
También se conoce como Palazzo Chiericati, ya que el balcón, las columnas, las balaustradas y la decoración figurativa se basan fuertemente en la proyección central del edificio original de Vicenza. El edificio vecino al norte fue el Palacio Barberini de 1771, también construido por Gontard.